# Anastazija Romanova
Velika kneginja Anastazija Ruska (Anastazija Nikolajeva Romanova; rusko Великая Княжна Анастасия Николаевна Романова), ruska plemkinja in svetnica, * 5. junij 1901, † 17. julij 1918.

## Življenjepis
Anastazija se je rodila v Petrodvorcu v Sankt Peterburgu. Hčerka Nikolaja II. in carice Aleksandre je umrla v Jekaterinburgu v Sibiriji, potem ko je Lenin naročil umor carjeve družine. O njej je dolgo časa krožil mit, da je še živa, a so leta 2007 odkrili njeno truplo ter truplo njenega brata Alekseja nedaleč od lokacije, kjer so izkopali preostali del družine. Njena dvojnica, Poljakinja Anna Anderson, ki se je izdajala za Anastazijo, je umrla leta 1981 v New Yorku. Ugotovili so, da je bila v resnici Franziska Schanzkowska, poljska delavka v tovarni, ter da je že prej trpela za duševnimi boleznimi. Prav tako so že pred odkritjem trupla prave Anastazije na podlagi primerjanja DNK vzorcev ugotovili, da je prevarantka.